# Fuck the Facts
Fuck the Facts ist eine kanadische Grindcore-Band aus Gatineau, die im Jahr 1997 gegründet wurde.

## Geschichte
Die Band wurde im Jahr 1997 vom Gitarristen Topon Das als noch namenloses Projekt gegründet. Es folgten diverse Demos und Split-Veröffentlichungen. Im Jahr 2000 wurde das Album Discoing the Dead aufgenommen und etwas später über Black Hole Productions veröffentlicht. Durch den Erfolg des Albums entschloss sich Topon Anfang 2001 dazu die Band mit einer festen Besetzung fortzusetzen. Die Band bestand nun neben Das aus dem Schlagzeuger Matt Connell, dem Gitarristen Tim Audette, dem Sänger Brent Christoff und Topons Bruder Shomir Das am Bass. Letzterer verließ die Band jedoch kurze Zeit später wieder. Im Herbst 2001 nahm die Band ihr zweites Album Mullet Fever auf, das über Sonic Deadline Records erschien. Lieder des Albums wurden zudem für eine Split-Veröffentlichung mit der italienischen Grindcore-Band Kastrat verwendet.
Nach den Aufnahmen verließ Sänger Christoff die Band und wurde durch Sängerin Mel Mongeon ersetzt. Im Jahr 2002 nahm die Band das nächste Album Backstabber Etiquette auf, das über Great White North Records erschien. Zudem wurde eine Split-Veröffentlichung zusammen mit Sylvester Staline über Anvil of Fury Records veröffentlicht. Zudem ging die Band auf Tour durch Ontario zusammen mit Ghoulunatics. Zudem trat die Band in Winnipeg beim Arsonfest auf. Danach folgte eine Tour durch die Seeprovinzen im Dezember 2002. Nach einer Tour durch die Ostküste Kanadas im Juni 2003, verließ Gitarrist Tim Audette die Band. Zu dritt nahm die Band Lieder für eine Split-Veröffentlichung zusammen mit Feeble Minded auf, die über Grodhaisn Productions erschien. Im August ging die Band auf Tour durch die USA zusammen mit Malefaction. Nach ihrer Rückkehr nach Kanada kam Dave Menard als neuer Gitarrist zur Band. Gegen Ende 2003 beendete die Band ihre Aufnahmen für eine Split-Veröffentlichung zusammen mit Sergent Slaughter, die über Undecent Records und Meat 5000 Records erschien. Nachdem im Frühling 2004 drei Lieder für eine weitere Split-Veröffentlichung zusammen mit Subcut, die über Bucho Discos erschien, aufgenommen worden waren, verließ Schlagzeuger Connell die Band. Als Ersatz kam Tim Olsen zur Besetzung, während Marc-André Mongeon als Bassist zur Band kam. Im Sommer 2004 folgte eine zweiwöchige Tournee durch Kanada zusammen mit Head Hits Concrete. Im Herbst nahm die Band sechs Lieder auf, die zusammen mit zwei weiteren Songs als EP Legacy of Hopelessness in Eigenveröffentlichung erschienen. Die sechs Lieder waren zudem auch auf einer europäischen Split-Veröffentlichung über Privileged to Fail Records zusammen mit Narcosis, Midget Parade und Archer enthalten. Im Frühling 2005 stiegen Gitarrist Menard und Bassist Mongeon aus, woraufhin Gitarrist Mathieu Vilandré und Bassist Steve Chartier als Ersatz zur Besetzung kamen. Im Juli folgte eine einwöchige Tour durch Kanada, die in Sydney begann, dann in Vancouver fortgesetzt wurde, ehe die Band nach Hause zurückkehrte. Im Oktober nahm die Band ein Demo auf, das zwei neue Lieder enthielt, die für das folgende Album verwendet wurden. Die Lieder wurden hierbei vom Ex-Schlagzeuger Matt Connell aufgenommen. Den Rest des Jahres schrieb die Band an ihrem neuen Album. Anfang 2006 verließ Schlagzeuger Tim Olsen die Gruppe, woraufhin Mathieu Vilandré von der E-Gitarre zum Schlagzeug wechselte. Im Februar 2006 begab sich die Band in das Studio En-Phase in Montreal, um das Album Stigmata High-Five aufzunehmen. Kurz nach dem Beginn der Aufnahmen unterzeichnete die Gruppe zudem einen Vertrag bei Relapse Records. Im Mai veröffentlichte GWN Records die Kompilation Collection Of Splits 2002–2004, die neu gemasterte Versionen der Lieder enthielt, die in diesem Zeitraum auf Split-Veröffentlichungen zu finden waren. Zur selben Zeit hielt die Band eine 12-tägige Tour ab, zusammen mit Leng Tch’e und Beneath the Massacre.
Nach dem Erscheinen des Albums Ende August, folgten Touren, die bis Mitte 2007 andauerten, ehe Bassist Chartier die Band wieder verließ. Zu dritt begab sich die Band dann erneut ins Studio, um das Album Disgorge Mexico aufzunehmen. Die Aufnahmen wurden Ende des Jahres jedoch unterbrochen. Anfang 2008 ging die Band dann auf Tour, zusammen mit dem neuen Bassisten Marc Bourgon und dem Gitarristen Johnathan Ibay und beendeten die Aufnahmen zum Album. Das Album erschien Ende Juli, bevor die Gruppe zusammen mit Psyopus, War from a Harlots Mouth und Left to Vanish im August auf Tour ging. 2011 erschien über Relapse Records das Album Die Miserable.

## Stil
Florian Krapp vom Metal Hammer bezeichnete Disgorge Mexiko als eine Mischung aus Grindcore, Noise und Hardcore Punk. Laut Melanie Aschenbrenner habe sich die Band auf Die Miserable von kurzen Liedern größtenteils verabschiedet. Sie beschrieb die Musik als eine Mischung aus Noise, Hardcore Punk und Death Metal, während Lieder wie Census Blank stark durch Post-Hardcore geprägt worden seien.

## Diskografie
- Fuck the Facts (Demo, 2000, Eigenveröffentlichung)
- Longdreamdead / Fuck the Facts (Split mit Longdreamdead, 2000, Abhorrent Creations Records)
- Fuck the Facts / Cult of the Damned (Split mit Cult of the Damned, 2000, Grindrot D.I.Y. Records)
- S.M.E.S. / Fuck the Facts Split I (Split mit S.M.E.S., 2000, Dedfuk Records)
- Vagina Dancer (Album, 2000, Wherelatethebirdssang Records)
- Primitive Instinct (Split mit Diktat, Godless Truth und Psychoneurosis, 2000, Symbolic Productions)
- Disco-Core Massacre / Untitled (Split mit S.M.E.S., 2000, Impregnate Noise Laboratories)
- Sissy Master (Single, 2001, Eigenveröffentlichung)
- Mastectomia / Fuck the Facts (Split mit Mastectomia, 2001, Unite Bleeding Records)
- A Japanese Winter (Split mit Mourmansk 150 und De Madeliefjes, 2001, Symbolic Productions)
- Four0ninE (EP, 2001, Eigenveröffentlichung)
- Discoing the Dead (Album, 2001, Black Hole Productions)
- Âmes Sanglantes / Fuck the Facts (Split mit Âmes Sanglantes, 2001, Ghetto Blaster Distribution)
- Four0ninE (EP, 2001, Eigenveröffentlichung)
- Mullet Fever (Album, 2001, Sonic Deadline Records)
- Conure / Fuck the Facts (Split mit Conure, 2002, Ghetto Blaster Distribution)
- Fuck the Facts / P.O.T. (Split mit P.O.T., 2002, Prole Records)
- Fuck the Facts / Skoda 120 (Split mit Škoda 120, 2002, Beer Is Not Drink Records)
- Fuck the Facts / Kastrat (Split mit Kastrat, 2002, ¡ZAS! Autoproduzioni)
- Innocence Is Not Lost, It Is Taken (Split mit Retch, 2002, Vendredi 13 Recordings)
- Scrotum Helmut (Single, 2002, Crustie Jo., Punk Rock Records)
- Bastardising Canada Summer 2002 Tour (EP, 2002, Eigenveröffentlichung)
- Escunta (Album, 2002, Mandarangan Recordings)
- Disease in Friction (Single, 2002, ¡ZAS! Autoproduzioni)
- The Great One (Split mit No Refund und Mermaid in a Manhole, 2002, Ghetto Blaster Distribution)
- Iron Bitchface / Fuck the Facts (Split mit Iron Bitchface, 2002, Slut Factory Records)
- Winter 2002 Tour EP (EP, 2002, Eigenveröffentlichung)
- Fuck the Facts / Manherringbone (Split mit Manherringbone, 2002, Ibol Records)
- Fuck the Facts vs. Monolith (Split mit Monolith, 2002, Melt Sultan Records)
- Fuck the Facts vs. Jan AG (Split mit Jan AG, 2002, Symbolic Productions)
- Live Damage (Live-Album, 2003, Smell the Stench Records)
- Promo 2003 (EP, 2003, Eigenveröffentlichung)
- Fuck the Facts / Banzai 606 (Split mit Banzai 606, 2003, First-Aid Productions)
- Fuck the Facts / Necrobestiality / Winters in Osaka (Split mit Necrobestiality und Winters in Osaka, 2003, My Lai Productions)
- He Who Corrupts / Fuck the Facts / Distorcion Social / Obbrobrio (Split mit He Who Corrupts, Distorcion Social und Obbrobrio, 2003, My Lai Productions)
- Jan AG / Fuck the Facts (Split mit Jan AG, 2003, NCU Records)
- She's Hot! (Split mit Ultrapodre, 2003, War Productions)
- Backstabber Etiquette (Album, 2003, Great White North Records)
- Sylvester Staline / Fuck the Facts (Split mit Sylvester Staline, 2003, Anvil of Fury Records)
- Fuck the Facts / My Anorexia (Split mit Feeble Minded, 2003, Grodhaisn Productions)
- Promo Winter 2004 (EP, 2004, Eigenveröffentlichung)
- Overseas Connection (Split mit Sergent Slaughter, 2004, Meat 5000 Records)
- S.M.E.S. / Fuck the Facts (Split mit S.M.E.S., 2004, Fecal Matter Discorporated)
- Fuck the Facts / Subcut (Split mit Subcut, 2004, Bucho Discos)
- Fuck the Facts / Cakewet (Split mit Cakewet, 2004, Human Circus Records)
- Mullet Fever (Kompilation, 2005, Sonic Deadline Records)
- Legacy of Hopelessness (EP, 2005, Ghetto Blaster Distribution)
- Fuck the Facts / Narcosis / Midget Parade / Archer (Split mit Narcosis, Midget Parade und Archer, 2005, Privileged to Fail Records)
- Pre-Production Demo (Demo, 2005, Eigenveröffentlichung)
- Collection of Splits 2002–2004 (Kompilation, 2006, GWN Records)
- Fuck the Facts / Pleasant Valley (Split mit Pleasant Valley, 2006, Reprocreate Records)
- Stigmata High-Five (Album, 2006, Relapse Records)
- Fuck the Facts / Mesrine (Split mit Mesrine, 2006, Sonic Deadline Records)
- Fuck the Facts / The Crinn (Split mit The Crinn, 2007, IV Seasons Records)
- 4625 (Split mit World Downfall und Nesseria, 2007, IVSeasons Records)
- Disgorge Mexico (Album, 2008, Relapse Records)
- Leng Tch'e / Fuck the Facts (Split mit Leng Tch’e, 2008, Power It Up)
- The Wreaking (EP, 2008, Eigenveröffentlichung)
- Live Split (Split mit Mincing Fury and Guttural Clamour of Queer Decay, 2009, Burning Dogma Records)
- Unnamed EP (EP, 2010, Eigenveröffentlichung)
- Disgorge Mexico: The DVD (DVD, 2010, Nictophobia Films)
- St. Jean Baptiste 2010 (Kompilation, 2010, Eigenveröffentlichung)
- Live in Whitby (Live-Album, 2010, Eigenveröffentlichung)
- Die Miserable (Album, 2011, Relapse Records)
- Misery (EP, 2011, Relapse Records)
- Die Miserable / Snake Charmer / Towers (Split mit Merdarahta, 2011, Eigenveröffentlichung)
- Ten Fucking Years (2001–2011) (Kompilation, 2011, Eigenveröffentlichung)
- Amer (EP, 2013, Eigenveröffentlichung)